# Seminara
Seminara es un municipio situado en la ciudad metropolitana de Reggio Calabria, en Calabria (Italia). Tiene una población estimada, a fines de enero de 2025, de 2476 habitantes.

## Demografía
| Gráfica de evolución demográfica de Seminara entre 1861 y 2025 |
|                                                                |
| Fuente: ISTAT - Elaboración gráfica de Wikipedia               |